# Jeon Eun-hye
Dans ce nom, le nom de famille précède le nom personnel.
Jeon Eun-hye, née le 1er août 1997 à Séoul en Corée du Sud, est une escrimeuse coréenne. Spécialiste du sabre, elle est médaillée de bronze en sabre par équipe aux championnats du monde de 2023 à Milan, puis médaillée d'argent par équipe aux Jeux olympiques de 2024 à Paris.

## Biographie

### Jeunesse et formation
Jeon Eun-hye naît le 1er août 1997 à Séoul en Corée du Sud,. 
Elle effectue ses études primaires et secondaires à Daejeon, puis ses études supérieures à l'université nationale du sport de Corée, à Séoul, où elle obtient un bachelor.

### Carrière sportive
Elle pratique l'escrime et participe aux Jeux olympiques junior en 2014, où elle se classe 4e par équipe mixte, et 5e en individuel, au sabre.
Jeon Eun-hye remporte la médaille de bronze aux Jeux asiatiques de 2022 à Hangzhou.
En sabre par équipe, elle remporte la médaille de bronze en 2023 aux championnats du monde à Milan. De nouveau en sabre par équipe, elle obtient l'année suivante la médaille d'argent aux Jeux olympiques de 2024 à Paris avec l'équipe nationale de Corée du Sud.